# 발레리 자하레비치
발레리 블라디미로비치 자하레비치(러시아어: Вале́рий Влади́мирович Захаре́вич, 1967년 9월 14일~)는 러시아의 전직 펜싱 선수로 주 종목은 에페이다.  1992년 하계 올림픽에서 남자 단체전 동메달을 획득했고 1996년 하계 올림픽에서 남자 단체전 은메달을 획득했다. 또한 그는 세계 선수권 대회와 유럽 선수권 대회에서 각각 동메달 1개를 획득했다. 